# Butterfly (film 2018)
Butterfly è un film documentario italiano del 2018 diretto da Alessandro Cassigoli e Casey Kauffman.

Il lungometraggio, che nel 2019 ha vinto il Globo d'Oro quale miglior documentario, tratta il percorso che ha portato la pugile Irma Testa ad essere la prima donna italiana a partecipare ad un'Olimpiade, quella di Rio de Janeiro 2016.

## Trama
Nel 2015 Irma si trova ad Assisi, presso il centro federale pugilistico italiano, da mesi lontana dalla famiglia e dalla sua città natale, Torre Annunziata, per preparare nel migliore dei modi la storica partecipazione ai Giochi. Ma le Olimpiadi in Brasile non finiscono nel modo sperato da Irma e da tutto il movimento pugilistico italiano. Quindi ritorna alle pendici del Vesuvio, delusa e depressa. Qui però riprende la vita normale che le era stata preclusa in Umbria, esce con le amiche e ritrova la sua famiglia, oltre al suo primo allenatore, Lucio Zurlo, che la sostiene in questo difficile momento e che ricopre in un certo qual modo anche una figura paterna, assente nella vita di Irma. Ed è proprio grazie a Zurlo che la pugile napoletana riprende a coltivare il sogno di una medaglia olimpica da conquistare ai Giochi di Tokyo 2020.

## Produzione
Il film è stato prodotto da Michele Fornasero per Indyca con Rai Cinema, con i contributi del MIBACT tramite la Direzione generale Cinema e audiovisivo, della Regione Campania, della Regione Piemonte con il sostegno del Piemonte Doc Film Fund.
La regia e il soggetto sono di Alessandro Cassigoli e Casey Kauffman, i quali hanno curato anche la sceneggiatura insieme a Guido Iuculano, la fotografia è di Giuseppe Maio e la colonna sonora di Giorgio Giampà.
La maggioranza delle scene sono state girate a Torre Annunziata, con panoramiche sulla città riprese sia dall'attico dell'abitazione di Irma, sia dal porto, in cui sono stati girati ulteriori ciak.
Il lungometraggio è stato montato da Cassigoli, Giogiò Franchini e Gianluca Scarpa. Il montaggio e la postproduzione sono stati eseguiti presso il Complesso monumentale delle Murate di Firenze.

## Promozione
Dal 17 aprile 2020 il documentario è stato reso disponibile sulla piattaforma di Amazon Prime.
Il film è stato trasmesso in televisione, in prima visione su Rai 2 il 27 novembre 2020 in seconda serata.
Il 31 luglio 2021 stato nuovamente trasmesso da Rai 2, nel giorno della conquista della medaglia di bronzo da parte di Irma Testa, alle Olimpiadi di Tokio.

## Distribuzione

### Date di uscita
Presentato alla Festa del Cinema di Roma il 19 ottobre 2018, il film è uscito in anteprima nelle sale cinematografiche della Campania il 21 marzo 2019, mentre nel resto d'Italia è stato proiettato dal 4 aprile.
- 21 marzo 2019 a Napoli e Torre Annunziata
- 23 marzo 2019 a Caserta
- 24 marzo 2019 a Benevento e Salerno
- 26 marzo 2019 a Castellammare di Stabia

### Festival
Il film è stato presentato in 40 festival internazionali, tra cui:
- 2018 - Documentary Film Festival Amsterdam: Luminous
- 2019 - New italian Cinema Events Festival USA
- 2019 - Melbourne International Film Festival: MIFF Schools
- 2019 - Toronto International Film Festival: Made In Italy[11]
- 2019 - Giffoni Film Festival
- 2019 - Cinema Italian Style Seattle
- 2019 - Annecy cinéma italien: ACI – Giovani
- 2020 - New Italian Cinema Events Festival Russia
- 2021 - Calgary International Film Festival: Generation Next[12]

## Riconoscimenti
- 2018 - Laceno d'oro[13]
  - Premio del Pubblico
- 2019 - Globo d'oro[13]
  - Miglior documentario
- 2019 - Premio Libero Bizzarri[13][14]
  - Miglior documentario (26ª edizione)
- 2019 - Molise Cinema[13]
  - Menzione Speciale Frontiere
- 2019 - Rencontres du cinéma italien de Grenoble[2][13]
  - Premio del Pubblico
  - Menzione Speciale della Giuria
  - Menzione Speciale della Giuria Giovani
- 2019 - New Italian Cinema Events[13]
  - Premio Migliore Film Le Chiavi della Città - Giuria Studenti